# Fay-le-Clos
Fay-le-Clos ist eine französische Gemeinde im Département Drôme. Fay-le-Clos gehört zum Arrondissement Valence und zum Kanton Saint-Vallier. Die Gemeinde hat 180 Einwohner (Stand: 1. Januar 2022). 

## Geographie
Fay-le-Clos liegt etwa 25 Kilometer nordnordöstlich von Valence. Umgeben wird Fay-le-Clos von den Nachbargemeinden Anneyron im Norden und Nordwesten, Saint-Jean-de-Galaure im Osten und Süden sowie Albon im Westen und Nordwesten.

## Bevölkerungsentwicklung
| Jahr                       | 1911 | 1962 | 1968 | 1975 | 1982 | 1990 | 1999 | 2006 | 2013 |
| -------------------------- | ---- | ---- | ---- | ---- | ---- | ---- | ---- | ---- | ---- |
| Einwohner                  | 258  | 185  | 159  | 143  | 144  | 151  | 169  | 157  | 168  |
| Quellen: Cassini und INSEE |      |      |      |      |      |      |      |      |      |

## Sehenswürdigkeiten
- Kirche Saint-Honoré
- Wehrhaus in Fay-d'Albon aus dem 15./16. Jahrhundert

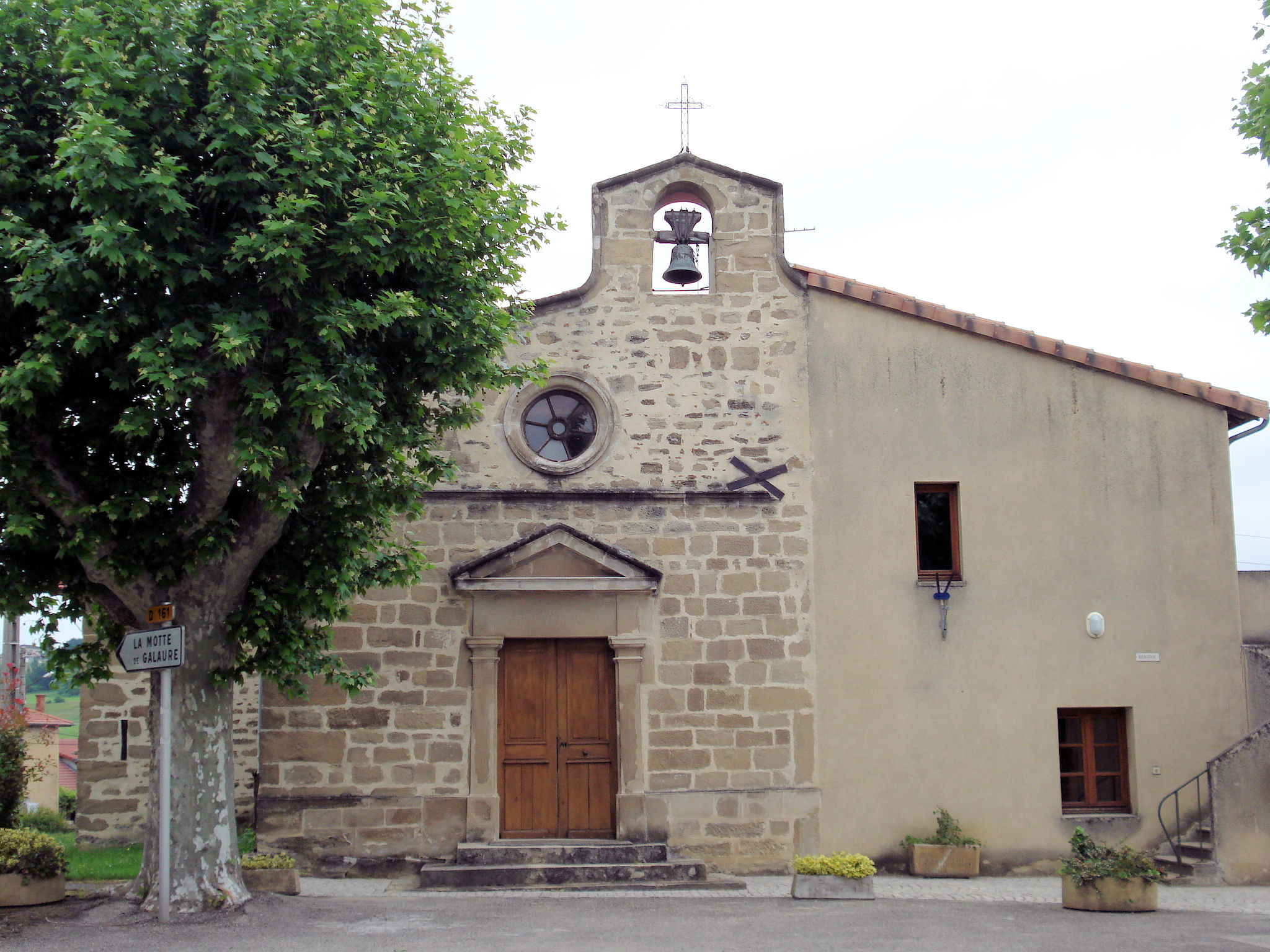
Kirche Saint-Honoré